# Landkreis Hörde
Der Landkreis Hörde (bis 1911 Kreis Hörde) war von 1887 bis 1929 ein Landkreis im Regierungsbezirk Arnsberg der preußischen Provinz Westfalen. Er umfasste im Wesentlichen den Süden der heutigen Stadt Dortmund sowie das heutige Gebiet von Holzwickede und Schwerte. Der Kreissitz befand sich in der bis 1928 selbständigen Stadt Hörde.

## Geschichte
Ein erster Kreis Hörde wurde 1753 durch Preußen als einer von vier Landrätlichen Kreisen in der Grafschaft Mark eingerichtet. Dieser Kreis umfasste die drei historischen Ämter Blankenstein, Bochum sowie Hörde und hatte im Jahr 1788 22.818 Einwohner.
Die Landräte des Kreises waren von 1753 bis 1786 Carl Johann von Grüter, von 1787 bis 1803 Jobst Wilhelm von Grüter und von 1804 bis 1807 Moritz von Untzer.
Infolge des Vierten Koalitionskriegs musste die Grafschaft Mark 1807 von Preußen an Frankreich abgetreten werden. Napoleon verband durch ein Dekret vom 1. März 1808 die Grafschaft Mark sowie weitere Gebiete mit dem Großherzogtum Berg. Das Großherzogtum Berg erhielt eine völlig neue Verwaltungsstruktur nach französischem Vorbild. Das Kreisgebiet gehörte nun zum Arrondissement Dortmund im Département Ruhr.

## Verwaltungsgeschichte
Der Kreis Hörde wurde am 1. April 1887 aus dem Südteil des damaligen Landkreises Dortmund gebildet. 1888 war er in sechs Ämter und insgesamt 30 Gemeinden eingeteilt:
| Verwaltungsgliederung 1888 | Verwaltungsgliederung 1888                                                          |
| Amt                        | Gemeinden                                                                           |
| -------------------------- | ----------------------------------------------------------------------------------- |
| Annen-Wullen               | Annen-Wullen                                                                        |
| Aplerbeck                  | Aplerbeck, Berghofen, Hengsen, Holzwickede, Opherdicke, Schüren und Sölde           |
| Barop                      | Barop, Eichlinghofen, Menglinghausen, Persebeck und Salingen                        |
| Kirchhörde                 | Kirchhörde und Rüdinghausen                                                         |
| Wellinghofen               | Hacheney, Lücklemberg, Niederhofen, Wellinghofen und Wichlinghofen                  |
| Westhofen                  | Garenfeld, Geisecke, Holzen, Lichtendorf, Syburg, Villigst, Wandhofen und Westhofen |
| amtsfrei                   | Hörde und Schwerte                                                                  |

1905 wurde Annen-Wullen in Annen umbenannt. Die Stadt Hörde schied zum 1. April 1911 aus dem Kreis aus und wurde kreisfrei. Der Kreis Hörde hieß seitdem Landkreis Hörde.
1922 wurden Eichlinghofen, Menglinghausen, Persebeck und Salingen nach Barop sowie Hacheney, Lücklemberg, Niederhofen und Wichlinghofen nach Wellinghofen sowie Rüdinghausen nach Annen eingemeindet. Damit umfasste der Landkreis zuletzt sechs Ämter und insgesamt 20 Gemeinden:
| Verwaltungsgliederung 1929 | Verwaltungsgliederung 1929                                                          |
| Amt                        | Gemeinden                                                                           |
| -------------------------- | ----------------------------------------------------------------------------------- |
| Annen                      | Annen                                                                               |
| Aplerbeck                  | Aplerbeck, Berghofen, Hengsen, Holzwickede, Opherdicke, Schüren und Sölde           |
| Barop                      | Barop                                                                               |
| Kirchhörde                 | Kirchhörde                                                                          |
| Wellinghofen               | Wellinghofen                                                                        |
| Westhofen                  | Garenfeld, Geisecke, Holzen, Lichtendorf, Syburg, Villigst, Wandhofen und Westhofen |
| amtsfrei                   | Schwerte                                                                            |

Zum 1. August 1929 wurde der Landkreis Hörde durch das Gesetz über die kommunale Neugliederung des rheinisch-westfälischen Industriegebiets aufgelöst. Aplerbeck, Barop, Berghofen, Kirchhörde, Schüren, der größte Teil von Sölde, Syburg und Wellinghofen wurden nach Dortmund eingemeindet. Schwerte und das Amt Westhofen mit den Gemeinden Garenfeld, Geisecke, Holzen, Lichtendorf, Villigst, Wandhofen und Westhofen gingen an den Kreis Iserlohn über. Annen-Wullen wurde der Stadt Witten zugeordnet. Hengsen, Opherdicke und die um einen Teil Söldes vergrößerte Gemeinde Holzwickede wurden in den Landkreis Hamm (ab dem 17. Oktober 1930 Kreis Unna) eingegliedert. Die kreisfreie Stadt Hörde war bereits am 1. April 1928 nach Dortmund eingegliedert worden.
1975 wurde die Gemeinde Garenfeld in die Stadt Hagen eingemeindet. Schwerte, das Amt Westhofen – ohne größere Teile von Holzen und Lichtendorf – und die Gemeinde Ergste bildeten die neue Stadt Schwerte und wurden dem Kreis Unna zugeschlagen. Holzwickede, Hengsen und Opherdicke wurden zur neuen Gemeinde Holzwickede vereint. Holzen und Lichtendorf wurden zum größten Teil nach Dortmund eingegliedert.

## Gründe für die Auflösung
Von 52 Zechen, die zwischen 1923 und 1925 aus wirtschaftlichen Gründen im Ruhrgebiet stillgelegt werden mussten, befanden sich sechs im Landkreis Hörde. Der daraus resultierende Steuerausfall war erheblich. Im Rahmen der Gemeindereform von 1929 wurde der Landkreis aufgelöst, da ein finanzielles Überleben nicht mehr gewährleistet werden konnte.

## Einwohnerentwicklung
| Jahr | Einwohner |
| ---- | --------- |
| 1890 | 084.403   |
| 1900 | 115.754   |
| 1910 | 141.010   |
| 1925 | 120.004   |

## Landräte

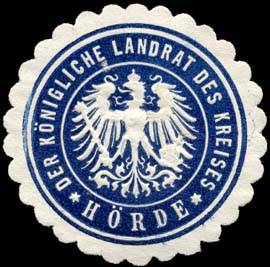
Landrat Hörde – Siegelmarke

- 1887–1900: Heinrich Spring
- 1900–1905: Karl von Starck
- 1905–1907: Felix Busch
- 1907–1919: Alfred Luckhaus
- 1919–1929: Wilhelm Hansmann